# Ureň
Ureň (rusky Урень) je město v Nižněnovgorodské oblasti v Ruské federaci. Při sčítání lidu v roce 2010 měla přes dvanáct tisíc obyvatel.

## Poloha a doprava
Ureň leží na pravém, severozápadním břehu Usty, levého přítoku Vetlugy v povodí Volhy. Od Nižního Novgorodu, správního střediska oblasti, je vzdálena přibližně 180 kilometrů severovýchodně.
Přes město prochází železniční trať Moskva – Nižnij Novgorod – Kirov.

## Dějiny
První zmínka o obci je z roku 1719 pod jménem Trjochsvjatskoje (Трёхсвятское), které odkazovalo ke zdejšímu kostelu zasvěcenému Třem svatým. Jméno Ureň je turkického původu a znamená zhruba rokli.
V roce 1959 získala Ureň status sídla městského typu a od roku 1973 je městem.